# Алехандро Франсес
Алеха́ндро Франсе́с Торрі́хо (ісп. Alejandro Francés Torrijo; нар. 1 серпня 2002, Сарагоса) — іспанський футболіст, захисник клубу «Жирона».

## Клубна кар'єра
Вихованець академії «Сарагоси», до якої приєднався 2016 року. 17 грудня 2019 року дебютував в основному складі «Сарагоси» в матчі Кубка Іспанії проти «Сокуельямоса», вийшовши в стартовому складі. 26 січня 2020 року дебютував за резервну команду в поєдинку Терсери проти «Тарасони». 16 червня 2020 року в матчі проти «Луго» дебютував у Сегунді. 20 серпня 2020 року продовжив контракт із «Сарагосою» до 2024 року.
6 грудня 2021 року в матчі Сегунди проти «Ейбара» забив свій перший гол за «Сарагосу».
26 липня 2024 року підписав п'ятирічний контракт з «Жироною». Сума трансферу становила 4 млн євро. 29 серпня дебютував за «Жирону» в матчі Ла-Ліги проти «Осасуни», вийшовши в стартовому складі. 18 вересня 2024 року в матчі загального етапу Ліги чемпіонів УЄФА проти французького «Парі Сен-Жермен» дебютував у єврокубках, вийшовши на заміну Віктору Циганкову.

## Кар'єра в збірній
Виступав за збірні Іспанії до 17, до 18 і до 21 року. Восени 2019 року виступав за збірну до 17 років на юнацькому чемпіонаті світу в Бразилії. На мундіалі провів 2 поєдинки, а його команда пробилась в чвертьфінал, де програла одноліткам з Франції.
В травні 2021 року потрапив до заявки збірної до 21 року на матчі плей-оф молодіжного чемпіонату Європи, що проходив в Угорщині та Словенії. На турнірі на поле не виходив, а іспанці поступились у півфіналі португальцям (0–1).

## Статистика виступів
Станом на 13 травня 2025 
| Клуб              | Сезон             | Чемпіонат         | Чемпіонат | Чемпіонат | Кубок | Кубок | Єврокубки | Єврокубки | Інші  | Інші | Всього | Всього |
| Клуб              | Сезон             | Дивізіон          | Матчі     | Голи      | Матчі | Голи  | Матчі     | Голи      | Матчі | Голи | Матчі  | Голи   |
| ----------------- | ----------------- | ----------------- | --------- | --------- | ----- | ----- | --------- | --------- | ----- | ---- | ------ | ------ |
| Сарагоса          | 2019–20           | Сегунда Дивізіон  | 3         | 0         | 2     | 0     | —         | —         | 0     | 0    | 5      | 0      |
| Сарагоса          | 2020–21           | Сегунда Дивізіон  | 28        | 0         | 1     | 0     | —         | —         | —     | —    | 29     | 0      |
| Сарагоса          | 2021–22           | Сегунда Дивізіон  | 33        | 1         | 0     | 0     | —         | —         | —     | —    | 33     | 1      |
| Сарагоса          | 2022–23           | Сегунда Дивізіон  | 23        | 0         | 1     | 0     | —         | —         | —     | —    | 24     | 0      |
| Сарагоса          | 2023–24           | Сегунда Дивізіон  | 36        | 3         | 0     | 0     | —         | —         | —     | —    | 36     | 3      |
| Сарагоса          | Всього            | Всього            | 123       | 4         | 4     | 0     | —         | —         | 0     | 0    | 127    | 4      |
| Сарагоса Б        | 2019–20           | Терсера Дивізіон  | 1         | 0         | —     | —     | —         | —         | —     | —    | 1      | 0      |
| Жирона            | 2024–25           | Ла-Ліга           | 16        | 0         | 1     | 0     | 6         | 0         | —     | —    | 23     | 0      |
| Всього за кар'єру | Всього за кар'єру | Всього за кар'єру | 140       | 4         | 5     | 0     | 6         | 0         | 0     | 0    | 151    | 4      |

1. ↑  Матчі в Лізі чемпіонів УЄФА